# جاكوب بيرنت
جاكوب بيرنت هو محامي وقاضي وسياسي أمريكي، ولد في 22 فبراير 1770 في نيوآرك في الولايات المتحدة، وتوفي في 10 مايو 1853 في سينسيناتي في الولايات المتحدة. نشط حزبياً في الحزب الوطني الجمهوري ‏.

## مناصب
- انتخب عضو مجلس الشيوخ الأمريكي [الإنجليزية]‏ عن دائرة Ohio Class 3 senate seat ‏ خلال فترته النيابية [الإنجليزية]‏ (4 مارس 1829 – 4 مارس 1831).
- انتخب عضو مجلس الشيوخ الأمريكي [الإنجليزية]‏ عن دائرة Ohio Class 3 senate seat ‏ خلال فترته النيابية [الإنجليزية]‏ (10 ديسمبر 1828 – 4 مارس 1829).
- انتخب Supreme Court of Ohio [الإنجليزية]‏.
- انتخب عضو مجلس نواب أوهايو ‏ (1814 – 1816).
- انتخب عضو مجلس الشيوخ الأمريكي [الإنجليزية]‏ (10 ديسمبر 1828 – 4 مارس 1831).